# كلاوديمير دي سوزا
كلاوديمير دي سوزا (Claudemir de Souza) (و.27 مارس 1988)، هو لاعب كرة قدم برازيلي في خط الوسط لعب سابقاً في نادي الأهلي السعودي.

## روابط خارجية
- كلاوديمير دي سوزا على موقع اتحاد تركيا (لاعب) (الإنجليزية)
- كلاوديمير دي سوزا على موقع قاعدة بيانات كرة القدم.إي يو (الإنجليزية)
- كلاوديمير دي سوزا على موقع Soccerway.com (الإنجليزية)
- كلاوديمير دي سوزا على موقع AS.com (الإسبانية)